# Pueblito
Pueblito es una película melodramática mexicana de 1962 dirigida por Emilio «El Indio» Fernández.

## Argumento
Una maestra decidida a construir una nueva escuela en una zona deprimente pide ayuda a un joven ingeniero, cosa que provoca las iras de la insensible cacique local. Un día el ahijado del cacique se pone malo de fiebre amarilla, pero se salva gracias a que el ingeniero lo lleva en moto al médico de la ciudad, y le salva la vida. El pueblo coopera en la construcción aunque la oposición del cacique, pero la cosa se complica cuando el ingeniero se siente atraído por la esposa del cacique.

## Reparto
- José Alonso Cano: Guillermo
- Columba Domínguez: Asunción
- Fernando Soler: Don César Pedrero
- Lilia Prado: Margarita
- María Elena Marqués: Rosalía
- Alberto Galán: Don Sotero, sacerdote
- Gabriel del Río: Filiberto
- Raúl González Gancy:
- José Torvay: Gregorio
- Armando Gamboa: Inspector
- José F. Bolaños: Indi
- Guillermo S. Cancino: Escribano
- Jacaranda Fernandez: Una niña

## Premios y distinciones
Festival Internacional de Cine de San Sebastián
| Año  | Categoría                                                        | Persona               | Resultado |
| ---- | ---------------------------------------------------------------- | --------------------- | --------- |
| 1962 | Premio Perla del Cantábrico a la Mejor Película de Habla Hispana | Emilio Fernández Romo | Ganador   |